# Amatsukaze (1917)

El Amatsukaze (天津風 viento celestial?) fue el tercer destructor de la Clase Isokaze. Sirvió en la Armada Imperial Japonesa durante la Primera Guerra Mundial, siendo retirado del servicio en 1935. 

## Características
Construido entre 1916 y 1917, el diseño del casco se basaba en el de la precedente Clase Umikaze, ligeramente incrementado en desplazamiento y tamaño. Sus cinco calderas descargaban a través de tres chimeneas ligeramente inclinadas hacia popa, simple la central y dobles las otras dos. El armamento principal consistía en cuatro piezas independientes en línea de crujía, dos a proa y otras dos a popa, así como tres montajes dobles lanzatorpedos.

## Historial
Activo cuando todavía no había concluido la Primera Guerra Mundial, el Amatsukaze no participó en ningún otro conflicto, pues fue retirado del servicio y desguazado en 1935, dos años antes del inicio de la segunda guerra sino-japonesa. Cinco años después de su retirada, su nombre fue empleado por otro destructor, el Amatsukaze, de la Clase Kagerō, y en 1963 por otro destructor más, el Amatsukaze (DDG-163).